# Compass (canção)
Compass é o título de uma canção gravada pela banda norte-americana de música country Lady Antebellum. Foi lançado em outubro de 2013 como o terceiro single do álbum Golden (disponível apenas da edição deluxe). A canção foi escrita por Mikkel Eriksen, Tor Erik Hemransen, Ammar Malik, Ross Golan, Daniel Omelio e Emile Haynie.

## Recepção da crítica
A equipe da Taste of Country comparou o estilo bluegrass ao grupo britânico Mumford & Sons, elogiando a canção por "transmitir uma energia positiva utilizando instrumentos clássicos da música country".

## Videoclipe
O vídeo da música foi dirigido por Peter Zavadil e liberado em dezembro de 2013.

## Performance comercial
| Paradas                                  | Melhor posição |
| ---------------------------------------- | -------------- |
| Canadá - Canadian Hot 100                | 51             |
| Estados Unidos - Billboard Hot 100       | 46             |
| Estados Unidos - Billboard Country Songs | 6              |